# Dragon Knight
Dragon Knight (яп. ドラゴンナイト дорагон найто, «Рыцарь-дракон») — серия эротических компьютерных игр «меча и магии» в жанре RPG, созданная компанией ELF Corporation. По её мотивам было снято одноимённое порнографическое аниме в формате OVA и издана манга Минэко Оками. Это первая эроге, экранизированная в качестве аниме.
Главным героем всех частей игр обычно является юноша Ямато Такэру (яп. ヤマト・タケル), уничтожающий зло и спасающий прекрасных дев. Сценарий был написан Масато Хирутой (蛭田昌人) из компании ELF.

## Dragon Knight
Королевство Земляничных полей, населенное одними женщинами, в течение нескольких поколений охранялось Башней богини. Когда демон захватывает башню, все люди оказываются под угрозой, и тогда на помощь приходит молодой воин и путешественник Ямато Такэру (роль озвучивает Акира Камия). По игре было выпущено два саундтрека Dragon Knight — Treasure King of Water Chapter (ドラゴンナイト～水の宝王篇～) и PC Engine World — Dragon Knight & Graffiti в 1990 и 1995 годах.

## Dragon Knight II
Вторая игра была выпущена 20 декабря 1990 года для платформ MSX и PC-98. Согласно Electronic Gaming Monthly, игра «стала хитом среди фанатов японских RPG». В 1991—1992 годах было выпущено два саундтрека: Dragon Knight II Fantastic Remix! (ドラゴンナイト II ファンタスティック・リミックス!) и Dragon Knight II PC Engine World (ドラゴンナイト II ～ＰＣエンジンワールド).
По сюжету, Такэру Ямато (Акира Камия) попадает в небольшой город Феникс, который проклят злой волшебницей по имени Мезанья (メサーニャ мэсаня, озвучивает Юми Накатани). Она похищает девушек и превращает их в монстров: оборотней, кентавров, мумий, гарпий, ангелов, кошек, эльфов, берсеркеров и т. д. Также выясняется, что Мезанья — единственный потомок легендарной ведьмы-демоницы, которая была уничтожена 300 лет назад другим Рыцарем-драконом, предком Такэру.

## Биография персонажа, Рыцарь Дракона
Горло Дэвиона было пронзено когтем воздушного змея. Сквозь смешанную кровь их тел Слырак послал рыцарю всю свою мощь, а также свою многовековую мудрость. Смерть дракона запечатала ленту, из-за которой появился Рыцарь Дракона. Внутри древние силы дремлют, пока их не позовет Драконий Рыцарь Давион или они не призовут его … "

## Dragon Knight 4
Dragon Knight 4 (яп. ドラゴンナイト4) была выпущена на нескольких платформах в 1994—1997 годах. Первоначальная версия вышла для PC DOS и NEC PC-9801, цензурированный вариант игры был портирован для SNES в 1996 году, а позднее для PC-FX, PlayStation и Sega Saturn. Главным героем игры является Какэру, сын Такэру. В начале сюжета он узнает о планах волшебника Лушифона по уничтожению цивилизации, целью игры является победа над ним.

## Аниме
По мотивам игры было снято три OVA: Dragon Knight в 1991 году, Dragon Knight Gaiden в 1995 году и четырёхсерийная Dragon Knight 4-ever в 1998—1999 г.

## Продажи
Летом 2018 года, благодаря уязвимости в защите Steam Web API, стало известно, что точное количество пользователей сервиса Steam, которые играли в Dragon Knight хотя бы один раз, составляет 94 069 человек.